# Champignolles (Côte-d'Or)
Champignolles é uma comuna francesa na região administrativa da Borgonha-Franco-Condado, no departamento de Côte-d'Or. Estende-se por uma área de 6,34 km². Em 2010 a comuna tinha 76 habitantes (densidade: 12 hab./km²).